# Aplocheilichthys jeanneli
Aplocheilichthys jeanneli és una espècie de peix pertanyent a la família dels pecílids.

## Descripció
- Pot arribar a fer 3,5 cm de llargària màxima.[5][6]

## Hàbitat
És un peix d'aigua dolça, bentopelàgic i de clima tropical (22 °C-25 °C).

## Distribució geogràfica
Es troba a Àfrica: Etiòpia i Kenya, incloent-hi el delta del riu Omo i el llac Turkana.

## Estat de conservació
Es troba amenaçada per la construcció de la presa Gibe 3 al riu Omo (Etiòpia), la qual cosa afectarà la fondària i la salinitat del seu hàbitat.

## Observacions
És inofensiu per als humans.